# Hovde Glacier
Hovde Glacier är en glaciär i Antarktis. Den ligger i Östantarktis. Australien gör anspråk på området. Hovde Glacier ligger 176 meter över havet.
Terrängen runt Hovde Glacier är kuperad åt sydost, men åt nordväst är den platt. Havet är nära Hovde Glacier åt nordväst.  Trakten är obefolkad. Det finns inga samhällen i närheten. 